# فان ميلر
فـان ميلر (بالإنجليزية: Van Miller)‏ هو معلق رياضي أمريكي، ولد في 22 نوفمبر 1927، وتوفي في 17 يوليو 2015.